# Sam Paglia
Sam Paglia, pseudonimo di Samuele Pagliarani (Cesenatico, 1971), è un cantautore, compositore e organista italiano con un'esperienza maturata nell'utilizzo di tastiere vintage quali piano Fender Rhodes, Wurlitzer, Clavinet e Moog.
Ha svolto anche le attività di paroliere, disegnatore e scrittore. Il suo nome viene legato al cosiddetto movimento lounge revival di cui in Italia fanno parte anche il duo dei fratelli Montefiori e il quartetto Vip 200.

## Biografia
Nel 1996 fonda il Sam Paglia Trio, e come strumento sceglie l'organo Hammond. 
Nel 1998 esce per l'etichetta bolognese Irma Records B-Movie Heroes - Original Soundtrack, il suo primo album di brani originali, un concept album che omaggia il film poliziottesco in cui convivono le influenze di maestri italiani della composizione per il cinema quali Piero Umiliani, Piero Piccioni, Armando Trovajoli e il jazz afroamericano di Jimmy Smith e Quincy Jones. 
Sempre per la Irma Records nel 2000 esce Nightclubtropez, disco con influenze di bossanova e soul jazz dedicato alla musica da ballo dei nights italiani tra gli anni sessanta e settanta con brani cantati Continental 70 e Naitropè Clebtrope'. 
Il disco ottiene ottime recensioni e vanta grande distribuzione e vendite soprattutto all'estero: Giappone ed USAl'album diventa seminale nelle scene lounge. 
Nel 2003 esce per la Cinedelic record il terzo disco Killer Cha Chacha, più sul versante soul jazz e funk. Qui compaiono per la prima volta quattro cover: Bullitt e Room 26 (di Lalo Schifrin, tratte dal film Bullitt 1968), Theme from The Liquidator (sempre di Schifrin dal film The Liquidator 1966) e il tema Sanford & son scritto da Quincy Jones per la serie televisiva omonima del 1972. I primi quattro dischi e il successivo Funkenya hanno le copertine disegnate dallo stesso Sam. 
Nell'aprile del 2000 il trio di Sam incontra in un'unica ed irripetibile serata Piero Umiliani per suonare assieme i successi del maestro riportati alla ribalta dal movimento lounge, classici come Gassman Blues (da I soliti ignoti) e Mah na mah na (brano reso popolare dal Muppet show e originariamente scritto per il film Svezia inferno e paradiso). All'attività discografica, si intensifica quella del live e della composizione di musiche per jingle pubblicitari, documentari televisivi e film e cortometraggi d'autore. Oltre a suonare in tutt'Italia il Trio suona in festival e locali in Austria, Spagna, Croazia, Bosnia, Inghilterra, Svizzera. 
Dal 2003 inizia a collaborare con il regista milanese Max Croci per il quale comporrà diverse musiche per cortometraggi e documentari televisivi. Dal 2005 lavora come compositore per la casa editrice Flipper Music specializzata in sonorizzazioni televisive e cinematografiche.
I dischi successivi sono The rare Sam Paglia (Flipper/ Hip Cub records) del 2005, Electric Happiness (Deja vu') del 2009, The last organ party (Flipper / Hip Club records) del 2012 e Funkenya del 2015.
Nel febbraio del 2018 è uscito il suo primo disco interamente cantato in italiano, Canzoni a Tradimento, un omaggio alla canzone d'autore tra Bruno Lauzi, Paolo Conte ed Enzo Jannacci prodotto da Daniele Bengi Benati per l'etichetta Cosmica e distribuito da SELF.
Nel 2018 e nel 2019 scrive e pubblica due raccolte di racconti dal titolo I diari della Taunus volume 1 e 2 .

## Formazione del Sam Paglia trio

### Membri
- Sam Paglia: Voce, organo Hammond C3, Hohner Clavinet, Fender Rhodes, Wurlitzer piano, piano acustico, Minimoog
- Michele Iaia: Batteria
- Peppe Conte: Chitarra elettrica, chitarra acustica, basso elettrico.

### Ex membri e collaboratori
- Simo Paglia: batteria, percussioni
- Bob Dusi: chitarra
- Francesco Minotti: chitarra e voce
- Sandra Cartolari: voce
- Christian Canducci: batteria, percussioni
- Alessandro Scala: sax, flauto
- Christian Capiozzo: batteria
- Enrico Farnedi: tromba
- Fabio Russo: tastiere
- Mauro Mussoni: basso elettrico
- Federico Tassani: trombone

## Discografia

### Album
- B-Movie Heroes - Original Soundtrack - Irma Records -1998 (doppio LP- CD) copertina disegnata da Sam Paglia
- Nightclubtropez - Irma Records - 2000 (doppio LP-CD) copertina disegnata da Sam paglia- Ristampato nel 2019 in doppio vinile in soli 300 pezzi numerati.
- Killer Cha Chacha - Cinedelic Records - 2003 (CD) copertina disegnata da Sam Paglia
- Lost in Lounge - Hip club- 2004 (rimasto inedito e disponibile dal 2017 su piattaforme digitali) copertina disegnata da Sam Paglia
- The Rare Sam Paglia - Flipper/ Hip Club Records- 2005 (CD)
- Hammond Boogaloo- Flipper- 2005 (contiene parte dei brani di Rare Sam Paglia più alcuni inediti- CD)
- Electric Happiness - Dejavù Records- 2009 (CD)
- The Last Organ Party - Flipper/ Hip Club Records 2012 (CD)
- The Sam Show - Flipper- 2012 (contiene parte dei brani di The last organ party + inediti CD)
- Soul Circle- Primrose/Flipper- 2013 (mai stampato su supporto fisico, disponibile in digitale)
- Funkenya - Flipper/Hip club 2015 (CD) (uscito come album Primrose/Flipper col titolo "Soul loves Funk") copertina: Sam Paglia
- Canzoni a tradimento - Cosmica - 2018 (CD + Vinile + musicassetta)
- Hammond Unique Sound- Primrose/Flipper 2018 (digitale)
- Sam Paglia Trio- Live in Italy- Hip club 2019 (CD/digitale) copertina disegnata da Sam Paglia

### Extra
- Sambengi- 2003 brano scritto assieme a Bengi Benati per l'album dei Ridillo Weekend al Funk cafe'. Una versione di Sam di questo brano è presente nel disco del 2004 Lost in lounge.
- Musicarello decamerotico dal disco Easy Life di Robert Passera - 2006. Assolo di organo Hammond.
- The Growl -  Bob Dusi 2011  (CD)

Sam suona l'organo Hammond per questo disco uscito a nome del chitarrista Bob Dusi col batterista Michele Iaia. Ha scritto i brani The black sheep, Bad Sam e co-scritto con Bob e Michele Weirdo e Song for Nico. L'album contiene una sola cover: Get Carter del compositore britannico Roy Budd.
- Funkora 2018 brano dei Ridillo dall'album "Pronti, funky, via!" Assolo di organo Hammond.

### EP
- After Pizza (Tuttomatto remix) Irma Records (mix 45 giri)
- Bullitt (As played by Sam Paglia and the B-movie heroes) (doppio 45 giri)- Irma 1999
- The soul 69 Cinedelic 2003 (45 giri)
- Stripper girl Cinedelic 2004 (45 giri) (remix di Frank Popp)
- Gate! (cd promozionale natalizio per catena Gate parrucchieri) 2003

### Cortometraggi
- Preludio 2000- regia Alberto Comandini
- The Firm 2003- regia Lucia Uni
- Cheesecake 2005- regia di Max Croci
- Golden Hayes 2006 – regia di Max Croci
- Sosta forzata 2006 – regia di Max Croci
- Screwdriver 2010 – regia di Max Croci
- Milly 2018- regia Luca Fattore

### Documentari
- Italia 70 /il cinema a mano armata 2004 regia Max Croci-Sky
- L'Italia dei generi 2004 regia Max Croci- Sky
- Eros e cinema 2005 regia Max Croci- Sky

### Televisione e spot
- Dash – campagna 2000/2004
- Dash- 2005
- The Sex and the City- HBO 2000 (3 brani presenti in 2 episodi tratti da Nigthclubtropez)
- Neurovisione – MTV 2008- regia Latino Pellegrini
- Pitti Uomo – musiche per cortometraggi realizzati da 10 esordienti per Pitti 2010
- Panetteria Maiello/Vodafone con Luca e Paolo- regia Max Croci 2010/2011
- Fiat, spot natalizio web (versione di Jingle Bells all'organo Hammond- Flipper)
- Egoisti anonimi/ Control 2012 regia Max Croci
- ENI - Campagna riparti con Eni 2012

### Cinema
- Sono positivo – regia di Cristiano Bortone 1999 (brano: After pizza)
- La banda del brasiliano- regia del collettivo John Snellimberg 2010 – parte della colonna sonora originale

### Teatro
- Sala d'aspetto 2009 .opera teatrale in un unico atto scritta per la giornata della Memoria. Testo, regia e musica di Sam Paglia)